# Microhyla mukhlesuri
Microhyla mukhlesuri é uma espécie de anfíbio anuro da família Microhylidae. Está presente no Bangladesh. A UICN classificou-a como pouco preocupante.